# محمدجمالی
(محمد جمالی) زاده ۲ تیر ۱۳۶۷ در شهر ری جودوکار و کوراشکار اهل ایران است.وی هم اکنون 
سرمربی تیم ملی جودو ناشنوایان ایران است

## جمعیت
این روستا طبق سر شماری ۱۳۹۰ هجری شمسی ۹۹۲ نفر جمعیت داشته‌است